# Ahuntsic
Pour les articles homonymes, voir Ahuntsic (homonymie).
Ahuntsic (?-25 juin 1625) était un compagnon de route du missionnaire récollet Nicolas Viel, avec lequel il se noie en 1625 lors du chavirage de leur canot sur la rivière des Prairies, au nord de l'île de Montréal.
En 1897, le village de Back River est renommé Ahuntsic à sa mémoire. Devenu quartier de Montréal en juin 1910, l'ancien village fait maintenant partie de l'arrondissement d'Ahuntsic-Cartierville, situé dans le secteur centre-nord de la ville de Montréal.

## Histoire

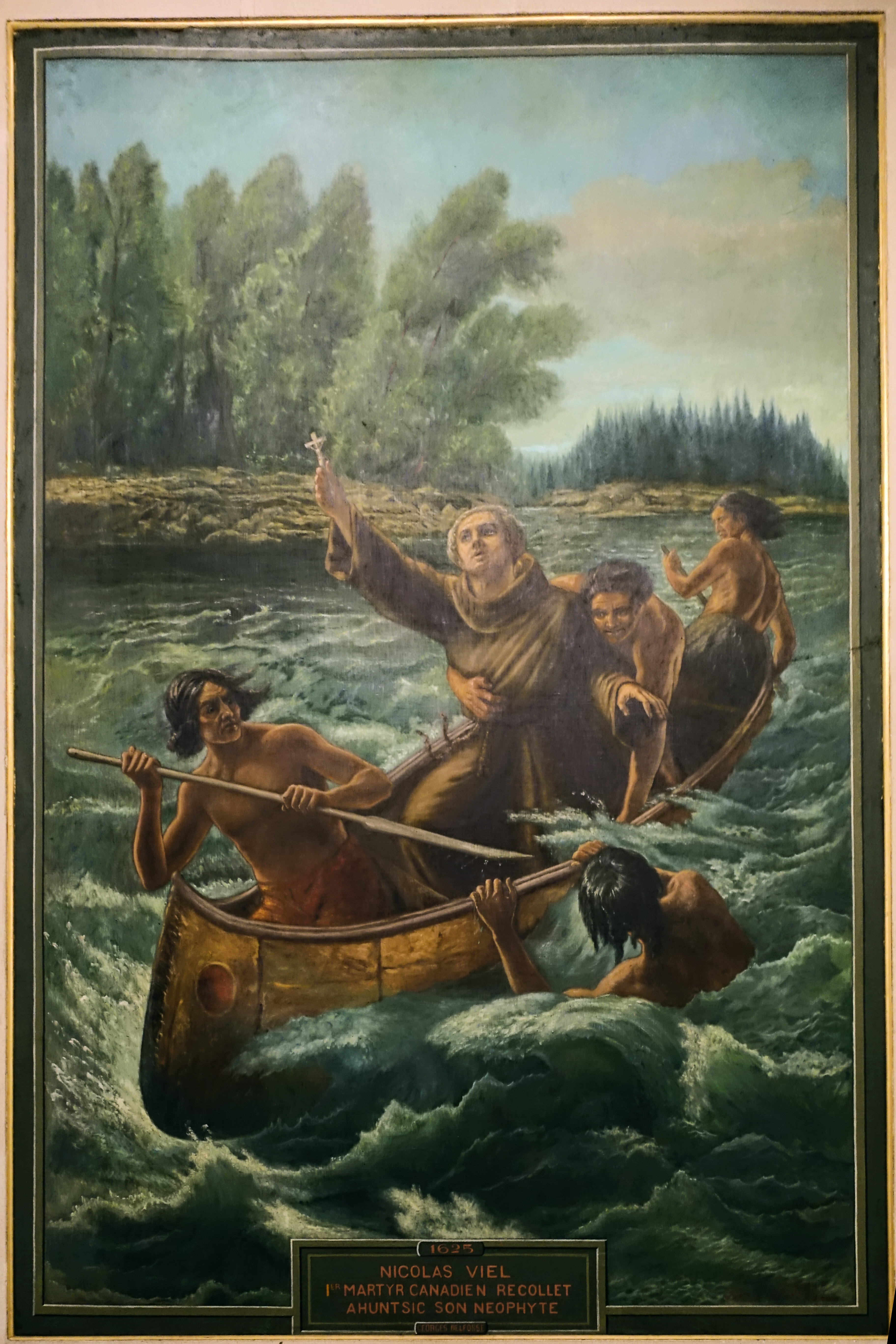
Nicolas Viel, premier martyr canadien récollet; Ahuntsic son néophyte.

Le 6 juin 1625, Viel et Ahuntsic revenaient de la région des Grands Lacs, du pays des Hurons. Les deux hommes se noyèrent à la suite du chavirage de leur embarcation dans des rapides de la rivière des Prairies, à l'endroit désormais nommé Sault-au-Récollet en mémoire de Nicolas Viel qui était membre de l'ordre des Récollets.
Selon une légende couramment reproduite, Ahuntsic aurait été un jeune Huron converti au christianisme. Cette théorie fut infirmée en 1942 par le père Archange Godbout, qui a fait la démonstration qu'Ahuntsic était le surnom (déformation de « Auhaitsique », « petit et frétillant », surnom évoquant l'agilité et la vivacité) que les Hurons ont donné à un Français, arrivé en 1619 en Nouvelle-France, qui accompagna Viel dans ses missions en Huronie à partir de 1623.
Le missionnaire Gabriel Sagard, qui accompagna Nicolas Viel de la France au pays des Hurons, parle d'Ahuntsic comme d'un « jeune garçon français » dans son livre Le Grand voyage du pays des Hurons publié en 1632, moins de sept ans après les faits.
Certains auteurs du XVIIe siècle, entretenant ainsi l'image d'un martyr chrétien, évoquèrent l'hypothèse du meurtre de Viel et Ahuntsic par des Amérindiens. Toutefois, des recherches récentes (Marcel Trudel, Lucien Campeau) font ressortir que le chef algonquin Tessouat aurait été à l'origine de cette légende, dès 1634, pour décourager les Français de se rendre dans la région des Grands Lacs au pays des Hurons. 

L'anthropologue, écrivain et animateur de radio québécois Serge Bouchard soulève de nombreuses interrogations:

« Et pourquoi un petit Français frétillant, néophyte de son état, sans nom connu, se serait-il trouvé dans un canot qui se dirigeait vers Québec en 1625? Il fallait faire un bien grand détour pour compliquer ainsi l’histoire. Car nous sommes à l’époque des Étienne Brûlé, Jean Nicollet, Nicolas de Vignau et Nicolas Marsolet. Nous connaissons assez bien les noms des jeunes Français qui se firent truchements en vivant parmi les Hurons, les Algonquins et les Montagnais. Le petit frétillant aurait-il passé entre les mailles de l’histoire? Accompagnait-il, depuis 1622, les récollets le Caron, Viel et Sagard chez les Hurons, sans que personne mentionne jamais son nom ? Ou serait-il tout simplement un jeune Huron nommé Ahuntsic que Viel ramenait à Québec pour l’instruire et le baptiser? »

— Serge Bouchard, 2014
Pour l'historien Jean-Pierre Sawaya, spécialiste de l'histoire politique des Amérindiens, l'incertitude sur l'origine et la réelle identité d'Ahuntsic — Français huronisé ou Huron francisé — est révélatrice des rapports étroits qu'entretenaient les Français et les Amérindiens au début de la colonie.